# Personalist
Als Personalisten wurden im Heiligen Römischen Reich Reichsstände ohne Besitz einer reichsunmittelbaren Herrschaft bezeichnet.
Die Reichsstandschaft (mit Sitz und Stimme im Reichstag) konnte vom Kaiser auch solchen Personen verliehen werden, die über kein reichsunmittelbares Territorium verfügten; es konnten (Titular-)Reichsfürsten oder (Titular-)Reichsgrafen sein. Auch die Reichsritterschaft nahm in ihren diversen Kantonen gelegentlich Personalisten auf.
Die Personalisten im Reichstag besaßen ad personam einen (nicht erblichen) stimmberechtigten Sitz. Oft waren sie – als gewöhnliche Rittergutsbesitzer – zudem auch in den Land- und Kreistagen mit Sitz und Stimme vertreten.
Ab Mitte des 17. Jahrhunderts war zum Erwerb der Reichsstandschaft eigentlich der Besitz eines reichsunmittelbaren Territoriums, die Zustimmung des betreffenden Kollegiums und die Einwilligung des Kaisers erforderlich (Kooption und Admission). Dennoch ernannten die Kaiser gelegentlich Personalisten, um verdiente Persönlichkeiten auszuzeichnen oder ihre Parteigänger im Kollegium zu fördern; um den strengen Aufnahmevorschriften zu genügen, erfolgte die Aufnahme jedoch gewöhnlich gegen „das Versprechen des Erwerbs eines reichsunmittelbaren Territoriums und der Übernahme eines standesgemäßen Matrikular-Anschlages zu den Reichslasten“. So etwa 1701 der Reichshofratspräsident Graf Johann Wilhelm von Wurmbrand-Stuppach (1670–1750) zusammen mit seinen Brüdern oder 1763 der Reichsvizekanzler Rudolph Joseph von Colloredo, der als neu erhobener (Titular-)Reichsfürst als Personalist in das schwäbische Reichsgrafenkollegium aufgenommen wurde; erst drei Jahre vor dem Ende des Alten Reichs, 1803, erwarb er dann den Nostitz’schen Anteil an der Grafschaft Rieneck und erreichte so noch den Aufstieg in die Reichsunmittelbarkeit.
Um 1790 werden als Personalisten bei den Reichsgrafenkollegien genannt:
- Fränkische Bank:  Windisch-Graetz, Ursin von Rosenberg, Starhemberg, Wurmbrand-Stuppach, Giech, Grävenitz[1], Pückler[2].
- Schwäbische Bank: die Grafen Khevenhüller, Kuefstein, Harrach, Sternberg, Neipperg, sowie Fürst Colloredo.